# Primeros textos de las obras de Shakespeare

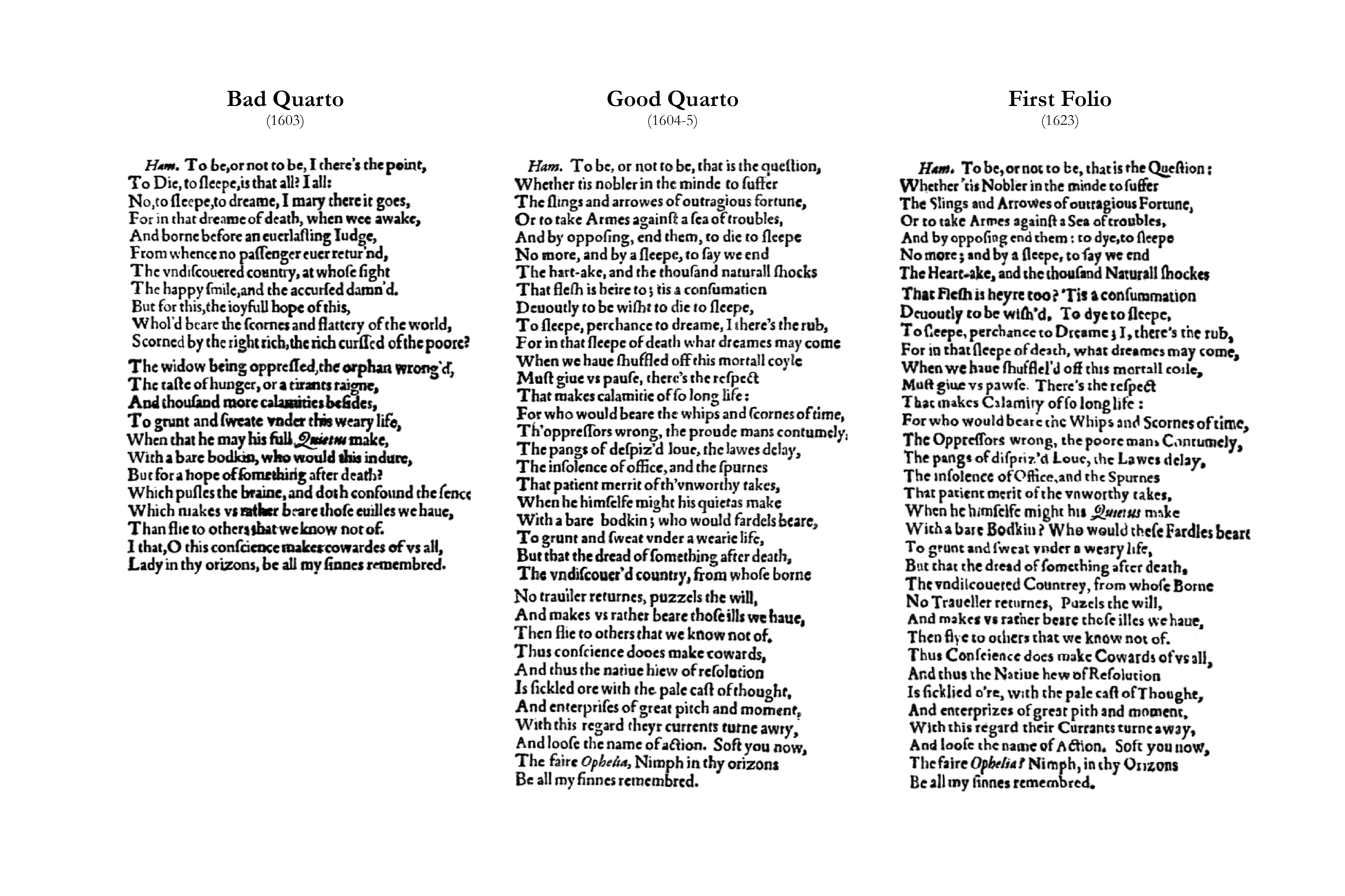
Comparación del soliloquio "Ser o no ser" en las tres primeras ediciones de Hamlet, que muestran la diferente calidad del texto en el Bad Quarto (Q1), el Good Quarto (Q2) y en el First Folio.

Los primeros textos de las obras de William Shakespeare se publicaron durante los siglos XVI y XVII en formato cuartilla ("quarto" en inglés) o pliego ("folio" en inglés). Los folios son volúmenes anchos y largos; las cuartillas son más pequeñas, de aproximadamente la mitad en tamaño (ver: Tamaño de un libro). Normalmente se abrevian las publicaciones de estos últimos como Q1, Q2, etc., en donde la letra significa "quarto" y el número hace referencia a la primera, segunda o tercera edición publicada.  

## Quartos
18 de las 36 obras de teatro del First Folio se imprimieron en ediciones separadas e individuales antes de 1623. Pericles(1609) y Los dos nobles caballeros (1634) también aparecieron por separado antes de ser incluidas en las colecciones en formato folio (en el Third Folio de Shakespeare y en  el Second folio de Beaumont y Fletcher, respectivamente). Todas ellas eran ediciones en formato cuartilla, con dos excepciones: La verdadera tragedia de Ricardo, duque de York y la primera edición de Enrique VI, Parte 3, que se imprimió en formato octavilla en 1594, al igual que la edición de 1611 de La muy lamentable tragedia romana de Tito Andrónico. En orden cronológico, estas publicaciones fueron:  
- Tito Andrónico, 1594, 1600, 1611 (octavillas);
- Enrique VI, Parte 2, 1594 (La primera parte de la contienda entre las dos famosas casas de York y Lancaster), 1600 y 1619;
- Enrique VI, Parte 3, de 1595 (La verdadera tragedia de Ricardo, duque de York), 1600, 1619;
- Eduardo III, de 1596;
- Romeo y Julieta, de 1597, 1599 y 1609;
- Ricardo II, de 1597, 1598, 1608 y 1615;
- Ricardo III, de 1597, 1598, 1602, 1605, 1612 y 1622;
- Trabajos de amor perdidos, de 1598;   Enrique IV, Parte 1, de 1598, 1599, 1604, 1608, 1613 y 1622;
- Enrique IV, Parte 2, de 1600;
- Enrique V, de 1600, 1602 y 1619;
- El mercader de Venecia, de 1600 y 1619;
- El sueño de una noche de verano, de 1600 y 1619;
- Mucho ruido y pocas nueces, de 1600;
- Las alegres comadres de Windsor, de 1602 y 1619;
- Hamlet, de 1603, 1604 y 1611;
- El rey Lear, de 1608 y 1619;
- Troilo y Crésida, de 1609;
- Pericles, príncipe de Tiro, de 1609, 1611 y 1619;
- Otelo, de 1622;
- Los dos nobles caballeros, de 1634.

Seis de ellos fueron clasificados como "bad quartos" (malos "quartos") por Alfred W. Pollard y otros investigadores relacionados con la New Bibliography. Algunas obras de teatro populares como Enrique IV, Parte 1 y Pericles fueron reimpresas en ediciones en cuartilla, incluso después de que saliese a la luz el First Folio y, a veces, más de una vez.  
También se imprimieron en formato cuartilla u octavilla los poemas de Shakespeare:
- Venus y Adonis, Q1-1593, Q2-1594 (con ediciones posteriores en octavillas);
- La violación de Lucrecia, Q-1594 (con ediciones posteriores en formato octavilla);
- El fénix y la tortuga, Q1-1601, Q2-1611 (en el Love's Martyr de Robert Chester);
- Los Sonetos y Lamento de una amante, Q-1609.

Richard Field, primer editor y editor de Shakespeare, era de Stratford y, probablemente, amigo de Shakespeare, y entre ambos produjeron un texto excelente".[2]   Puede que Shakespeare hubiese tenido una participación directa en la publicación de los dos poemas, como defiende Ben Jonson en referencia a la publicación de los mismos, al contrario de lo que Shakespeare claramente no hizo con sus obras de teatro.  A diferencia de los quartos de las obras de teatro, las primeras ediciones de los poemas narrativos de Shakespeare están muy bien impresos.
John Benson publicó una edición completa de los Poemas de Shakespeare en 1640; los poemas no se han añadido a las colecciones de las obras de teatro hasta el siglo XVIII. (La controvertida miscelánea El peregrino apasionado sólo fue impreso en formato octavilla y, al parecer, dos veces en 1599, y en un O3 en 1612, todos obra de William Jaggard).  

## Folios

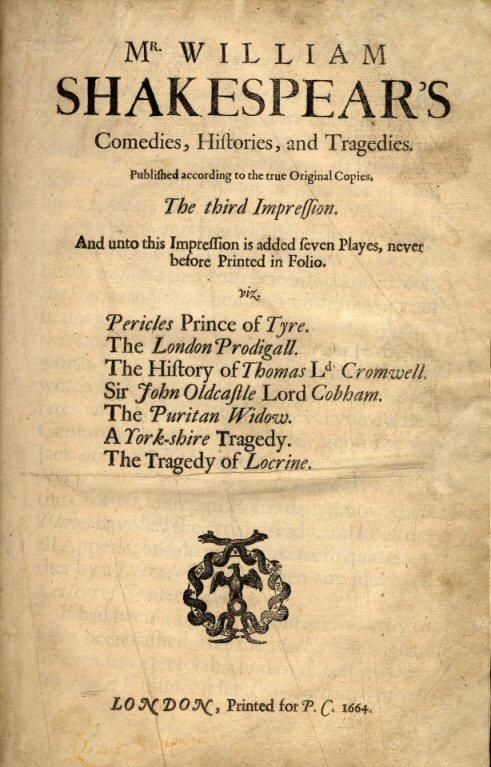
Sección adicional de las obras de teatro en la segunda edición del Third Folio de 1664.

El formato folio se reservaba para volúmenes caros y de prestigio. Durante la vida de Shakespeare, las obras de teatro no se tomaban generalmente como literatura seria y no se consideran dignas de ser recopiladas en folios, por lo que las obras impresas se imprimieron en formato cuartilla mientras vivía. Sus poemas no se incluyeron en sus obras completas hasta el siglo XVIII. 
No fue hasta 1616, año de la muerte de Shakespeare, cuando Ben Jonson desafió las convenciones mediante la emisión de una recopilación en formato folio de sus propias obras y poemas. Siete años más tarde, apareció el volumen en formato folio de las Comedias, obras históricas y tragedias de Sr. William Shakespeare; esta es la edición que ahora recibe el nombre de First Folio. Contiene 36 obras de teatro, 18 de las cuales eran impresas por primera vez. Como Shakespeare ya había muerto, el folio fue recopilado por John Heminges y Henry Condell (compañeros de reparto en la compañía de teatro de Shakespeare), y está organizado por comedias, obras históricas y tragedias. El Folio no es un texto más definitivo que el publicado en formato cuartilla; muchas de las obras de teatro publicadas en formato folio omiten líneas que sí aparecen en las versiones en cuartillas, e incluyen también erratas de impresión y texto ilegible. 
El First Folio fue recopilado por Heminges y Condell, pero publicado por tres impresores diferentes (libreros y editores): William Jaggard, su hijo Isaac Jaggard y Edward Blount. (William Aspley y John Smethwick participaron en su publicación como socios subsidiarios). Contenía, además de halagos de diversos admiradores de Shakespeare, como la dedicatoria firmada por "John Heminges y Henry Condell", 36 obras de teatro (entre ellas Troilo y Crésida, que sin embargo, no fue enumerada en el índice, pero no contiene Pericles y Los dos nobles caballeros, que son ahora generalmente considerados canónicos). Los Jaggard eran editores y fueron los artífices de la impresión propiamente dicha. El anciano Jaggard ha sido considerado una elección extraña para muchos comentaristas, dada su relación problemática con el canon de Shakespeare: Jaggard imprimió la recopilación muy dudosa de El peregrino apasionado en 1599 y 1612, y en 1619 imprimió el llamado False Folio, que consta de diez obras de teatro de Shakespeare robadas o falsas, algunas con fechas y páginas de título falsas. Se cree que la impresión del First Folio fue una tarea tan enorme que la imprenta de los Jaggard no bastó para completar el trabajo. (William Jaggard era anciano, estaba enfermo y ciego en 1623 y, de hecho, falleció un mes antes de que el First Folio estuviese terminado. 
El First Folio fue reimpreso tres veces en el siglo XVII.
El Second Folio apareció en 1632. Isaac Jaggard había muerto en 1627 y Edward Blount había transferido sus derechos al librero Robert Allot en 1630. El Second Folio fue publicado por Allot, William Aspley, Richard Hawkins, Richard Meighen y John Smethwick, e impreso por Thomas Cotes. Contenía las mismas obras de teatro que el First Folio y gran parte del mismo material adicional, además de un poema sin firma de John Milton. 
El Third Folio fue publicado por Philip Chetwinde y vio la luz en 1663; Chetwinde se había casado con la viuda de Robert Allot y así obtuvo los derechos del libro. Añadió siete obras de teatro a la publicación del Third Folio (1664), a saber: Pericles, príncipe de Tiro; Locrine, El hijo pródigo de Londres, El puritano, Sir John Oldcastle; Thomas Lord Cromwell, y Una tragedia de Yorkshire. (Ver: Apócrifos de Shakespeare). Estas siete obras de teatro habían sido publicadas en formato cuartilla en vida de Shakespeare, pero solo Pericles había sido admitida dentro del canon shakesperiano de forma mayoritaria. 
Las cuartillas de Pericles (1609 y 1611), El hijo pródigo de Londres (1605) y Una tragedia de Yorkshire (1608) fueron atribuidas a William Shakespeare en sus portadas. Las cuartillas de Locrine (1595), The Puritan (1607) y Thomas Lord Cromwell (1602 y 1613) se atribuyeron a W. S. en sus páginas de título, pero Shakespeare no fue el único escritor con esas iniciales, y se ha propuesto a Wentworth Smith como otro posible autor de esas obras. Sir John Oldcastle fue impreso en 1619, tres años después de la muerte de Shakespeare, como parte del False Folio. Fue atribuido a Shakespeare en su página de título, la cual también presenta una fecha falsa: 1600. 
Los ejemplares del Third Folio son relativamente escasos, en comparación con el segundo y cuarto, probablemente debido a que los ejemplares no vendidos fueron destruidos en el gran incendio de Londres en 1666. 
El Fourth Folio apareció en 1685, publicado por R. Bentley, E. Brewster, R. Chiswell y H. Herringman. Contiene las mismas 43 obras de teatro que el Third Folio. (Brewster, Chiswell y Herringman eran miembros del sindicato de seis hombres que publicó el Third Folio de Ben Jonson en 1692; Herringman era uno de los tres libreros que publicó el Second Folio de Beaumont y Fletcher en 1679). 
El Fourth Folio sirvió, a su vez, de base para una serie de ediciones de las obras de Shakespeare llevada a cabo en el siglo XVIII. Nicholas Rowe utiliza el texto del Fourth Folio como la base de su edición de 1709, y los editores posteriores -Pope, Theobald, etc - la adaptaron y criticaron el texto de Rowe en sus propias ediciones. (Ver: Editores de Shakespeare). 
Los dos nobles caballeros no apareció en ninguna edición en formato folio: no se imprimió hasta 1634, aunque hay pruebas de que fue creada mucho antes. La página del título rezaba: written by the memorable worthies of their time: Mr. John Fletcher and Mr. William Shakspeare [sic], Gent." ("escrita por los notables y memorables de su tiempo: el Sr. John Fletcher y William Shakespeare [sic], caballeros"). No fue incluida en la mayoría de las ediciones de Shakespeare (por ejemplo, las ediciones Cambridge/Globe de Wright y Clark, c. 1863) hasta la segunda mitad del siglo XIX (como aparece, por ejemplo, en las obras completas de Shakespeare de Dyce en 1876), pero no obtuvo gran aceptación como parte del canon de Shakespeare hasta bien entrado el siglo XX, cuando, por ejemplo, se incluyó en la edición de 1974 de Riverside.  